# Hans-Heinz Emons
Hans-Heinz Emons, né le 1er juin 1930 à Herford est un chimiste et homme politique est-allemand. Il est recteur de l'École des mines de Freiberg puis ministre de l'Éducation et de la Jeunesse de 1989 à 1990 (le dernier de la RDA).

## Biographie

### Jeunesse, études et carrière de chimiste
Il est docteur honoris causa des universités de Leningrad, Leoben (en 1984), Merseburg et Trondheim. Il étudie la chimie de 1949 à 1954, à l'université technique de Dresde. À partir de 1964, il dirige l'Institut de chimie et de la technologie de sels minéraux de l'Université technique de Leuna-Merseburg. De 1966 à 1968, il est doyen du département de chimie et de 1968 à 1975 et recteur de l'université. Il est ensuite professeur puis, de 1982 à 1988, recteur de l'École des mines de Freiberg. 

### Carrière politique
Membre du SED depuis 1949. De 1969 à 1979, il fait partie de la direction du SED du district de Halle. En 1988, il devient vice-président de l'Académie des Sciences de la RDA. Un an plus tard, il est reçu à l'université norvégienne de sciences et de technologie et à l'Académie norvégienne des sciences et des lettres. Après les troubles politiques de 1989 en RDA, il devient ministre de l'Éducation et de la Jeunesse, au sein du gouvernement Modrow, de novembre 1989 jusqu'aux premières élections libres, en mars 1990. Lors de la réunification allemande, ses prérogatives ministérielles sont absorbées par le ministère fédéral de l'Éducation et de la Jeunesse de la RFA, maintenant de l'Allemagne réunifiée, Jürgen Möllemann.
Il est membre de la Leibniz Sozietät der Wissenschaften zu Berlin, et membre correspondant de l'Académie des sciences de Saxe, à Leipzig.

## Distinction
Il reçoit, en 1970, le Prix national de la RDA et en 1981 la médaille Clemens-Winkler.

## Sources
- (de) Cet article est partiellement ou en totalité issu de l’article de Wikipédia en allemand intitulé « Hans-Heinz Emons » (voir la liste des auteurs).